# 劉權 (宗城县公)
刘权（？—？），字世略，彭城郡丰县人。
祖父刘轨，北齐罗州刺史。刘权少年有侠气，重信义，藏匿逃亡死罪者，追查的官吏不敢过门。后来改变为折节好学，遵循法度。开始担任州主簿，在北齐为释褐奉朝请、行台郎中。北齐灭亡，周武帝以他为假淮州刺史。隋文帝受禅，以他为车骑将军领乡兵。后从晋王杨广平陈朝，以功进授开府仪同三司，赐物三千段。宋国公贺若弼很礼敬他。开皇十二年，拜为苏州刺史，赐爵宗城县公。此时江南初平，刘权以恩信安抚，得到民和。隋炀帝嗣位，拜为卫尉卿，进位银青光禄大夫。大业五年，从征吐谷浑，刘权率军出伊吾道，与吐谷浑人相遇，击败了他们。逐北至青海，捕获千余口，乘胜至伏俟城。隋炀帝再令刘权经过曼头、赤水，设置河源郡、积石镇，大开屯田，留镇西方边境。在边五年，诸羌归附，贡赋岁入，吐谷浑远逃，道路无塞。征拜司农卿。加位金紫光禄大夫。后为南海郡太守。到达鄱阳，因为有反隋起兵，不能前进，隋炀帝诏令刘权召募兵马征讨。刘权率兵遭遇敌人，不作战，先乘单船到敌营，以利害劝说他们，他们感悦降附，隋炀帝听说后嘉赏他。至南海郡，也有好的施政。几年后，造反者蜂起，多次来攻南海郡，豪帅们多愿推刘权为首领，刘权还是尽力固守抗拒。他的儿子刘世彻秘密派遣人送信给刘权，称四方扰乱，英雄并起，时不可失，请他举兵。刘权召集僚属，斩杀儿子的使者，表示自己没有异图，只有以死守城。在官任上去世，时年七十。刘世彻倜傥不羁，后为兖州徐圆朗所杀。刘权从叔刘烈，字子将，美容仪，有器局，官至鹰扬郎将。刘烈有子刘德威。

## 延伸阅读
[在维基数据编辑]
 《北史·卷076》，出自李延壽《北史》
 《隋書·卷63》，出自魏徵《隋书》